# Блок Грга Андријановић
Блок Грга Андријановић је један од стамбених блокова у београдском насељу Крњача, које се налази на територији општине Палилула.
Блок Грга Андријановић се налази у централном делу Крњаче. На северу се граничи са потоком „Каловита“ и блоком Сава Ковачевић, на југу са блоком Зага Маливук, на истоку са Панчевачким путем и и блоком Браћа Марић, док се на западу простире до Зрењанинског пута и блокова Бранко Момиров и Партизански блок.
Као централни део Крњаче, има најразвијенију инфраструктуру. У блоку се налази сновна школа, средња пољопривредна школа, клиника, две цркве, расадник, бензинска пумпа, стадион ФК Братство итд.